# Rio Tigre (Paranapanema)
Der Rio Tigre ist zusammen mit seinem Oberlauf Ribeirão do Pavão ein etwa 49 km langer linker Nebenfluss des Rio Paranapanema im Nordwesten des brasilianischen Bundesstaats Paraná.

## Etymologie
Tigre bedeutet auf Deutsch Tiger. Ribeirão do Pavão ist der Pfauenbach.

## Geografie

### Lage
Das Einzugsgebiet des Rio Tigre befindet sich auf dem Terceiro Planalto Paranaense (Dritte oder Guarapuava-Hochebene von Paraná) nahe dem Drei-Staaten-Eck Mato Grosso do Sul, São Paulo und Paraná.

### Verlauf
Das Quellgebiet des Ribeirão do Pavão liegt im Munizip Loanda auf 390 m Meereshöhe etwa 12 km nordöstlich der Ortschaft Loanda in der Nähe der PR-182.
Der Fluss verläuft zunächst in nordöstlicher Richtung. Nach etwa 9 km wechselt er ins Munizip Nova Londrina, kreuzt die BR-376  (Rodovia do Café) und schwenkt nach Norden. Ab hier nennt er sich Rio Tigre. Er fließt unmittelbar östlich am Stadtgebiet von Nova Londrina vorbei und erreicht etwa 15 km nördlich der Stadt die Grenze zu Diamante do Norte. Hier schwenkt er in Richtung Nordwesten und markiert bis zu seiner Mündung die Grenze zwischen den beiden Munizipien.
Er mündet auf 239 m Höhe von links in den Rio Paranapanema, unterhalb der Talsperre Rosana kurz vor dessen Mündung in den Rio Paraná. Er ist zusammen mit seinem 9 km langen Oberlauf Ribeirão do Pavão etwa 49 km lang.

### Munizipien im Einzugsgebiet
Am Rio Tigre liegen die drei Munizipien Loanda, Nova Londrina und Diamante do Norte.